# Ковровский троллейбус
Ковро́вский тролле́йбус — троллейбусная система города Коврова, основной вид общественного транспорта в городе и одна из двух троллейбусных систем во Владимирской области. Открытие движения состоялось 10 марта 1975 года.

## История

### Проектирование и строительство
Вопрос об открытии в Коврове троллейбусного сообщения встал перед городскими властями в середине 1960-х в связи с резким ростом населения города и строительством новых жилых районов. К этому времени в Коврове уже существовала развитая внутригородская автобусная система (первые автобусные маршруты появились в городе ещё в 1935 году).
К концу 1960-х годов население Коврова насчитывало 145 тысяч жителей. По существовавшему в то время порядку для открытия троллейбусного движения в городе было необходимо, чтобы население города составляло как минимум 200 тысяч человек. На выдачу, в качестве исключения, разрешения на открытие троллейбусного движения прямым образом повлиял Д. Ф. Устинов, курировавший в правительстве профильный для городской промышленности военно-промышленный комплекс и избиравшийся депутатом Верховного Совета СССР от Ковровского избирательного округа.
Проектирование троллейбусных линий началось в 1968 году московским НИИ «Гипрокоммундортранс». Строительные работы были начаты в июле 1974 года, было построено троллейбусное депо, расширены улицы, заменены столбы освещения с устройством контактной сети. К январю 1975 года были закуплено первые 17 троллейбусов марки ЗиУ-9Б. С нуля было создано Управление троллейбусного транспорта (УТТ), часть специалистов была приглашена из других регионов: первый начальник УТТ Н. М. Корельчук возглавлял до этого троллейбусный транспорт Йошкар-Олы.
Официальной датой рождения ковровского троллейбуса считается 10 марта 1975 года, однако позднее Н. М. Корельчук утверждал, что движение было открыто 6 марта, в канун Международного женского дня.

### Хронология маршрутов
Первые троллейбусы ходили по одному маршруту № 1 «Улица Комсомольская — Октябрьская площадь». 25 декабря 1975 года, после проведения контактной сети в старую часть города, было открыто движение по маршруту № 2 «Улица Комсомольская — пос. Красный Текстильщик». С сентября 1976 года маршрут № 1 был продлён до железнодорожного вокзала.
4 ноября 1977 года троллейбус был пущен в новые жилые районы Завода имени Дегтярёва в западной части города. Первоначально маршруту был присвоен № 3. Троллейбусный и автобусный «третьи» маршруты не совпадали, и было принято решение нумеровать создающиеся троллейбусные маршруты по совпадению с существующими автобусными. № 3 был переименован в № 5а «Вокзал — ул. Моховая». К 22 февраля 1978 года было организовано движение по маршруту № 5, в целом повторявшему № 5а, но в конце огибавшем микрорайон «Южный» по ул. Зои Космодемьянской и ул. Космонавтов.
17 января 1980 года был пущен маршрут № 6а — от вокзала до ул. Муромская, 27 марта 1981 года контактная сеть была продлена вглубь по ул. Муромской до конечной ул. Колхозная и по ней пущен маршрут № 6. Впоследствии совпадающий с ним № 6а был переименован в № 9, а в середине 1980-х упразднён.
В 1982 году была проложена линия от перекрестка улиц Зои Космодемьянской и Космонавтов до Больничного комплекса, по которой пущен новый маршрут № 4, заменивший № 5а. К концу года контактная сеть была протянута по вновь построенному шоссе до троллейбусного депо. Таким образом линии образовали кольцо, по которому некоторое время ходил кольцевой маршрут № 4-Кольцо, повторявший части маршрутов № 4 и № 2. С 3 апреля 1984 года вместо отменённого маршрута 4-Кольцо до троллейбусного депо был продлён от Больничного комплекса маршрут № 4.
В конце 1983 года был закончен монтаж линии от проспекта Ленина к проходным КЭМЗ и начато движение первой очереди маршрута № 3. В дальнейшем он был продлён по улице Волго-Донской и вновь открыт в канун 7 ноября 1984 года. В связи с тем, что маршрут № 3 дублировал одновременно маршруты № 2 и № 1 на участке от депо до перекрёстка на проспекте Ленина, уже к 1988 году маршрут № 1 стал нерегулярным.
В таком виде маршруты ковровского троллейбуса устоялись и существуют и в наши дни.
К 1984 году объём троллейбусных перевозок впервые превысил автобусные. К началу 1990-х годов автобусы были фактически полностью вытеснены с улиц города. Доля троллейбусов в перевозке пассажиров составляла до 95 процентов.
По состоянию на начало 2011 года имелось только четыре активных маршрута троллейбусов (№ 2, № 3, № 4, № 6), так как состояние троллейбусного парка позволяло пускать достаточное количество машин только на эти, самые популярные в Коврове линии. Время от времени выпускалась одна машина на маршрут № 1, а в часы пик — на маршрут № 5. До 21:00 интервал не превышал 5 минут для маршрутов № 2 и № 4 и 10—15 минут для маршрутов № 3 и № 6. Также около 23:30 от швейной фабрики «Сударь» отправлялся заказной троллейбус, который следовал по маршруту № 4, затем № 2. Троллейбусы в Коврове начинают работу с 5 утра и завершают после полуночи.
1 сентября 2011 года на улицы города был выпущен троллейбус нового маршрута — № 8, соединившего часть маршрута № 2 (от ул. Дегтярёва до Красного Текстильщика) и маршрут № 6. 28 октября 2011 года был торжественно открыт новый маршрут № 9, который соединил маршруты № 4 и № 6. 28 января 2012 года открыт троллейбусный маршрут № 10 «Вокзал — Космонавтов — Красный Текстильщик — Вокзал». 1 июля 2022 года началось движение по новому маршруту № 12 «Волго-Донская ул. — Колхозная ул.».
В 2024 году в Ковров поставлены 14 троллейбусов марки «Авангард».
В марте 2025 года движение по маршрутам №№ 8, 12 было временно приостановлено из-за дефицита кадров. Троллейбусные маршруты частично компенсированы увеличенным выпуском автобусов на дублирующих маршрутах.

## Маршруты

### Действующие
| №  | Конечные пункты                           | Протяжённость, км в прямом / обратном напр. | Количество машин в будни / выходные | Интервалы движения, мин |
| -- | ----------------------------------------- | ------------------------------------------- | ----------------------------------- | ----------------------- |
| 2  | Комсомольская улица — Красный Текстильщик | 8,2 / 8,0                                   | 14 / 12                             | 11                      |
| 3  | Комсомольская улица — Волго-Донская улица | 7,6 / 7,4                                   | 7 / 6                               | 15—20                   |
| 4  | Комсомольская улица — Вокзал              | 8,6 / 9,0                                   | 14 / 11                             | 9                       |
| 6  | Вокзал — Колхозная улица                  | 4,3 / 4,4                                   |                                     | нерегулярно             |
| 8  | Колхозная улица — Красный Текстильщик     | 7,8 / 7,2                                   | 4 / 4                               | 19—23                   |
| 9  | Комсомольская улица — Колхозная улица     | 9,6 / 9,5                                   | 3 / 3                               | 25                      |
| 12 | Колхозная улица — Волго-Донская улица     | 6,7 / 6,7                                   | 4 / 4                               | 12—28                   |

### Закрытые
| №  | Наименование маршрута                       |
| -- | ------------------------------------------- |
| 10 | Красный текстильщик — Швейная фабрика       |
| 1  | Троллейбусное депо — Железнодорожный вокзал |
| 5  | Швейная фабрика — Железнодорожный вокзал    |

## Депо
Троллейбусное депо и управление троллейбусного транспорта расположены по адресу Комсомольская ул., 112. По состоянию на сентябрь 2022 года на балансе предприятия находится 61 пассажирский троллейбусов, на линии выходят до 49 единиц в будни и 37 в выходные дни. 
Стоимость проезда по состоянию на 23 марта 2025 года составляет 38 рублей. Стоимость провоза багажа (1 место) составляет 38 рублей.